# James Kennedy (Politiker, 1909)
James J. Kennedy (* 10. März 1909; † 13. September 1968) war ein irischer Landwirt und Politiker der Fianna Fáil, der zwischen 1965 und 1968 Teachta Dála (Abgeordneter) des Unterhauses (Dáil Éireann) war.

## Leben
Kennedy war als Landwirt tätig und Mitglied des Wexford County Council. In den 1930er Jahren spielte er Gaelic Football im Team des Wexford County. 
Er wurde bei den Wahlen 1965 im Wahlkreis Wexford in den Dáil gewählt. Er verstarb noch vor Ende der Legislaturperiode im Amt. Eine Nachwahl fand für ihn nicht statt.
Er war verheiratet mit Kindern.